# 鍾錦麟
鍾錦麟（英語：Ben Chung Kam-lun，1988年11月19日—），前香港西貢區議會主席兼欣英選區議員。現為獨立民主派人士，新民主同盟前成員，亦為新民主同盟創黨成員、民主黨前成員。2021年1月6日因早前因組織及策劃立法會民主派初選涉嫌違犯中華人民共和國香港特別行政區維護國家安全法而被捕，2月底開始被拒保釋並一直還押至今。2021年5月10日，因民主派初選案被關押的鍾錦麟，在社交媒體宣布辭去西貢區議員及區議會主席的職務。
2024年11月19日，鍾錦麟作為47人案第四被告，于西九龍裁判法院被判處「串謀顛覆國家政權」罪成，判監6年1個月。判決書提到，法庭量刑起點為12年監禁，考慮到其擔認罪態度裡那個號、為案件審理作供、過往的公職貢獻等因素，最終減刑至6年1個月。

## 人物簡介
鍾錦麟自小已對政治具有濃厚興趣。2000年，12歲的他已開始為時為民主黨成員的范國威當義工。在中學時期，他繼續活躍於社會運動。2003年七一大遊行後參與創立香港中學生聯盟，並曾出任香港中學生聯盟第三屆主席。及後在嶺南大學文化研究文學士畢業，並加入新同盟任社區主任。
2011年，時年22歲的他參與當屆區議會選舉，並以2,221票當選西貢欣英選區區議員，成為當屆全港最年輕的區議員。
2015年區議會選舉中擊敗另外兩位候選人而成功連任。
2019年區議會選舉中再次成功連任，並獲選為西貢區議會主席。
2021年3月，鍾錦麟退出新民主同盟。新民主同盟輪任召集人呂文光表示，較早時接獲鍾錦麟的退黨通知，區議會網頁亦已刪去其政治聯繫。據呂了解，鍾錦麟沒特別註明退黨原因。呂稱明白鍾錦麟的狀況，亦尊重其決定，「始終面對政治打壓、審訊，又還押獄中，諒解他的決定」。鍾錦麟向高院申請保釋的聆訊將於2021年3月31日進行。

## 區議會選舉結果
| 政党   | 政党       | 候选人    | 票数  | %     | ±      |
| ------ | ---------- | --------- | ----- | ----- | ------ |
|        | 新民主同盟 | ①. 鍾錦麟 | 5,629 | 63.81 | +4.32  |
|        | 無黨派     | ②. 李國邦 | 3,193 | 36.19 | 不適用 |
| 多数票 | 多数票     | 多数票    | 2,436 | 27.62 | 不適用 |

| 政党   | 政党            | 候选人    | 票数  | %     | ±      |
| ------ | --------------- | --------- | ----- | ----- | ------ |
|        | 自由黨          | ①. 楊浩泉 | 1,007 | 18.25 | 不適用 |
|        | 新民主同盟      | ②. 鍾錦麟 | 3,283 | 59.49 | +6.8   |
|        | 新民黨/公民力量 | ③. 廖子聰 | 1,229 | 22.27 | 不適用 |
| 多数票 | 多数票          | 多数票    | 2,054 | 37.22 | 不適用 |

| 政党   | 政党         | 候选人    | 票数  | %     | ±      |
| ------ | ------------ | --------- | ----- | ----- | ------ |
|        | 新民主同盟   | ①. 鍾錦麟 | 2,221 | 52.69 | 不適用 |
|        | 新界社團聯會 | ②. 王文傑 | 1,728 | 41.00 | 不適用 |
|        | 無黨派       | ③. 張民傑 | 266   | 6.31  | 不適用 |
| 多数票 | 多数票       | 多数票    | 493   | 11.70 | 不適用 |

## 相關事件

### 非法集結及示威中被捕
在2020年2月8日晚上，正值新冠病毒疫情在港散播之時，因為多個示威者反對把於將軍澳富寧路的普通科診所作處理COVID-19輕症之用，以及當日適逢科大學生周梓樂墮樓身亡三個月之時，多名網民前往將軍澳區內聚集。之後警方多番清場，包括向記者作出拘捕，期間一名在尚德採訪的城市大學《城市廣播》記者在尚明樓被因盜竊罪而被捕；另一名《癲狗日報》記者被警察多次喝止後被拘捕。而根據西貢區議員陳嘉琳指出， 60名被捕人士當中，有5人為區議員，包括：馮君安、王卓雅、陳煒烈、蔡明禧以及身為區議會主席的鍾氏；當中馮和鍾是以涉嫌非法集結而被捕。

## 資料來源
1. 1 2 3  . 明報. 2021-03-19  [2021-03-21]. （原始内容存档于2021-06-28）.
2. ↑   (PDF). 香港政府.   [2018-05-02]. （原始内容存档 (PDF)于2018-05-02）.
3. ↑  . 立場新聞.   [2021-05-10]. （原始内容存档于2021-05-11）.
4. ↑  . news.rthk.hk.   [2024-11-26] （Chinese (China)）.
5. ↑  . 《明報》. 2009-11-10  [2011-11-09]. （原始内容存档于2019-07-01）.
6. ↑  . 《明報》. 2011-08-13  [2011-11-09]. （原始内容存档于2012-07-28）.
7. ↑  . 《明報》. 2011-11-01.[永久]
8. 1 2  .   [2012-06-16]. （原始内容存档于2011-12-30）.
9. ↑  . 立場新聞. 2020-01-02  [2020-01-02]. （原始内容存档于2020-01-02）.
10. ↑  . 頭條日報. 2020-02-09  [2020-02-11]. （原始内容存档于2020-02-13）.

| 議會席位      | 議會席位                                              | 議會席位      |
| ------------- | ----------------------------------------------------- | ------------- |
| 前任： 伍炳耀 | 西貢區議會 欣英選區區議員 2012年1月1日－2021年5月10日 | 繼任： 懸空   |
| 前任： 吳仕福 | 西貢區議會主席 2020年1月2日－2021年5月10日            | 繼任： 周賢明 |